# 1928年アムステルダムオリンピックのハイチ選手団
1928年アムステルダムオリンピックのハイチ選手団（1928ねんアムステルダムオリンピックのハイチせんしゅだん）は、1928年7月28日から8月12日にかけてオランダのアムステルダムで開催された1928年アムステルダムオリンピックのハイチ選手団、およびその競技結果。

## 概要
今大会は銀メダル1個、合計1個のメダルを獲得した。
陸上競技男子走幅跳でシルヴィオ・カトールが銀メダルを獲得、ハイチ選手が銀メダルを獲得したのは史上初めて。

## メダル
| メダル | 選手名               | 競技 | 種目       |
| ------ | -------------------- | ---- | ---------- |
| 銀     | シルヴィオ・カトール | 陸上 | 男子走幅跳 |